# Saint-Julien-de-Mailloc
Saint-Julien-de-Mailloc település Franciaországban, Calvados megyében. Lakosainak száma 472 fő (2018. január 1.). Saint-Julien-de-Mailloc La Chapelle-Yvon, Courtonne-les-Deux-Églises, Saint-Denis-de-Mailloc, Saint-Martin-de-Mailloc és Saint-Pierre-de-Mailloc községekkel határos.

## Népesség
A település népessége az elmúlt években az alábbi módon változott:
| Lakosok száma | 294  | 291  | 300  | 324  | 369  | 473  | 499  | 506  | 471  | 472  |
|               | 1962 | 1968 | 1982 | 1990 | 1999 | 2008 | 2011 | 2013 | 2017 | 2018 |